# Armeeabteilung B
Die Armeeabteilung B (ursprünglich Armeegruppe Gaede, ab November 1914 Armeeabteilung Gaede) war während des Ersten Weltkrieges eine von drei Armeeabteilungen des deutschen Heeres an der Westfront, die 1914 zum Schutz des Reichslandes Elsaß-Lothringen aufgestellt wurden. Sie hielt die Front im Oberelsass im Stellungskrieg und bestand bis Dezember 1918.

## Geschichte
Bei der Mobilmachung zum Ersten Weltkrieg im August 1914 wurde die in Karlsruhe befindliche V. Armee-Inspektion zur 7. Armee unter Josias von Heeringen umgewandelt und das badische XIV. Armee-Korps zusammen mit dem XV. Armee-Korps und dem XIV. Reserve-Korps der Armee unterstellt. Zum Befehlshaber des neugebildeten stellvertretenden Generalkommandos des XIV. Armee-Korps wurde der seit 1907 z. D. gestellte, in Freiburg lebende preußische General Hans Gaede ernannt, der den Befehl im Oberelsass führte.
Die Armeegruppe „Gaede“ entstand Mitte August als provisorische Zusammenfassung der zur Deckung des Oberrheins eingesetzten Truppenteile, im Wesentlichen drei Landwehrbrigaden. Während der Schlacht in Lothringen deckten sie die Südflanke des deutschen Heeres bis zur Schweizer Grenze gegen die französische Armée d’Alsace. Nach dem Scheitern des Schlieffen-Plans in der Schlacht an der Marne wurde die 7. Armee gänzlich aus den Reichslanden abgezogen und an die Aisne verlegt. Am 19. September erhielt Gaedes Armeegruppe den neuen Namen „Armeeabteilung Gaede“. Ihr Hauptkampfgebiet waren die südlichen Vogesen, um deren Gipfel und Pässe immer wieder erbittert gekämpft wurde, so etwa um den Hartmannswillerkopf, und die Zugänge zu Mülhausen etwa auf der Linie Altkirch–Thann. Sie fand nördlich Anschluss an die etwa zur gleichen Zeit gebildete Armeeabteilung Falkenhausen unter General Ludwig von Falkenhausen. Falkenhausen wurde Gaede im Dezember 1914 in taktischen und operativen Fragen vorgesetzt, was im August 1915 wieder rückgängig gemacht wurde.
Gaede wurde im September 1916 aufgrund einer schweren Erkrankung durch General Erich von Gündell abgelöst und die Armeeabteilung in „Armeeabteilung B“ umbenannt. Im März 1917 wurde sie im Zuge der Neugliederung der Westfront der Heeresgruppe Herzog Albrecht unterstellt. Im Jahr 1917 hatte die Armeeabteilung acht Infanteriedivisionen und eine unberittene Kavalleriedivision in der Front. Sie verfügte zudem über gut ausgebaute rückwärtige Verteidigungslinien. Nach dem Waffenstillstand von Compiègne vom November 1918 erfolgte die Räumung des Elsass und am 23. Dezember die Auflösung der Armeeabteilung.

## Personen

### Oberbefehlshaber
- Hans Gaede – ab August 1914
- Erich von Gündell – ab 3. September 1916

### Stabschefs
- Wilhelm von Wolff – ab 19. September 1914
- Bernhard Bronsart von Schellendorff – ab 6. Januar 1915
- Hans Hesse – ab 6. Mai 1915
- Theodor Renner – ab 8. September 1916
- Hermann Drechsel – ab 23. April 1917